# Willard H. Brownson
O contra-almirante Willard Herbert Brownson , (8 de julho de 1845, 16 de março de 1935), foi um oficial da Marinha dos Estados Unidos , cuja carreira incluiu serviço contra piratas no México e serviço durante a Guerra Hispano-Americana. Ele também cumpriu um mandato como Superintendente da Academia Naval dos Estados Unidos.
Em 1894 participou do Caso do Rio de Janeiro sob o comando de navios americanos.  